# 龍蝦伊麵

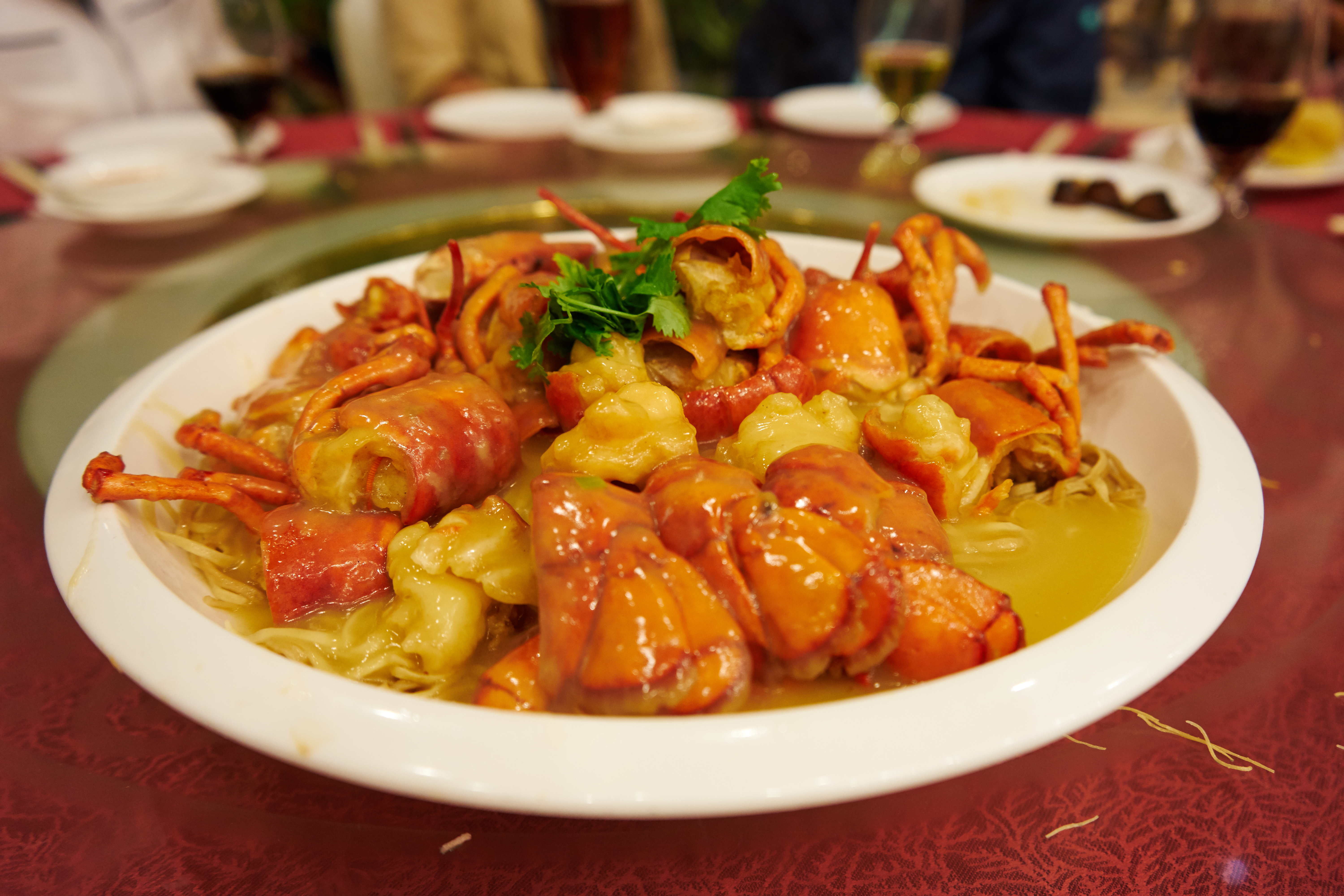
一碟上湯龍蝦伊麵

龍蝦伊麵是香港一道海鮮麵食，把經過上湯烹調的龍蝦放在伊麵之上，龍蝦的鮮甜汁液流入伊麵，令伊麵都充滿海鮮的滋味。這道麵食一般稱為「龍蝦伊麵」或「伊麵燴龍蝦」，部分食肆則會把龍蝦拆肉成為龍蝦球，因而稱為「伊麵燴龍蝦球」。

## 種類
這道麵食因為是否有加入芝士而分為兩類，只用上湯烹調的是「上湯龍蝦伊麵」，如果在龍蝦上再加上芝士，就會成為「芝士龍蝦伊麵」，如果龍蝦及芝士經過烤箱烘烤，就成為「芝士焗龍蝦伊麵」。因為龍蝦的成本較高，也有以相似烹調方法，但以蝦代替龍蝦的做法。

## 供應
龍蝦伊麵常見於香港的海鮮酒家，通常只在午飯及晚飯時間供應，但在一些以供應海鮮而著名的旅遊區，如西貢、鯉魚門、流浮山、南丫島，是會從午市一直供應到晚市時間。因為龍蝦在香港被認為是一種較高檔次的海鮮，所以一些飲宴，也會把龍蝦伊麵作為其中一道菜式。